# جک اند کک (ترانه‌پردازان)
جک اند کک (به انگلیسی: Jack & Coke) (که پیش‌تر با نام سونتی‌ایت شناخته می‌شد) تیم تهیه‌کننده و ترانه‌پرداز است که اعضای آن متشکل از سوانته هالدین و یاکوب هیزل می‌باشد. این گروه با خوانندگانی نظیر ریتا اورا، چارلی ایکس‌سی‌ایکس، تو لو، نیک جوناس و هیلی کییوکو همکاری کرده‌است.